# María Eduarda Barjona de Freitas
María Eduarda Brak-Lamy Lopes Alves Barjona de Freitas, conocida como María Eduarda Barjona de Freitas (Alcoutim, 13 de septiembre de 1882-Oporto, 18 de julio de 1952) fue una periodista, escritora, investigadora y crítica literaria portuguesa. También fue enfermera militar, habiendo recibido la medalla de mención por sus servicios durante el golpe de Estado organizado por Sidónio Pais en 1917.

## Biografía
Nació en Alcoutim en 1882 y fue bautizada en marzo del año siguiente.   Después de estudiar en Lagoa, en el Colégio das Irmãs Dominicanas de São José y de haber publicado su primer cuento con sólo 20 años, titulado O Ladrão, en el Diário Illustrado, se fue a París para realizar el curso de Decoración Artística, donde recibió dos premios literarios.    
Al regresar a Portugal, asistió a la Facultad de Artes de Lisboa y adoptó los seudónimos de Maria Arade, Maria Luísa Aguiar y Pimentel de Vabo, con los que escribió artículos para varios periódicos portugueses, franceses, italianos y belgas, entre ellos: A Luz, O Rebate, O Mundo, La Pensée, La Razione, La Republicana y Le Rappel.      
En 1911 pasó a ser directora del Jornal da Mulher, con el que siguió colaborando, tras dejar Lisboa para trasladarse a la ciudad de Oporto en 1914. Asumió nuevamente la dirección en 1931.  
Fue en Oporto donde, durante la Primera Guerra Mundial, realizó el curso de enfermería de la Cruz Roja Portuguesa y en 1918 fue internada en el Hospital Militar de Oporto.      El año anterior había sido condecorada con la Medalla de Mención nº 1 por sus servicios durante el golpe de Estado llevado a cabo por Sidónio Pais, en el que derrocó al entonces presidente de la república portuguesa Bernardino Machado.  
Dos años más tarde, en 1919, tuvo lugar en Oporto la contrarrevolución monárquica que pasó a ser conocida como la Monarquía del Norte. María Eduarda sale de la ciudad con su hija de dos meses y fue a trabajar en el Hospital Militar da Estrela, en Lisboa. El hecho de que abandonara su puesto, en el hospital militar de Oporto, provocó que fuera acusada de deserción, siendo detenida y puesta en libertad tras 13 días de prisión. El caso fue archivado, ya que era imposible probar que había desertado porque se había presentado en Lisboa.   Se retiró con el grado de teniente.    
A lo largo de este período nunca dejó de escribir, siendo responsable de la sección Arte e o Lar del diario republicano A Luta, para la que escribió varios artículos, entre los que destaca el que escribió sobre el pintor Amadeo de Souza Cardoso bajo el seudónimo de Maria Arade.     
También desarrolló su carrera como investigadora publicando varios libros sobre encuadernación artística y sobre historia del libro.  
En 1924 rechazó la invitación a formar parte de la Academia Portuguesa de Ciencias y fundó la Academia Portuguesa Femenina de Ciencias y Artes, que no tuvo éxito.  
En 1926, fundó una biblioteca para personas ciegas con libros en Braille que donó al Asilo de Cegos de Nossa Senhora da Saúde de Lisboa. 
Murió el 18 de julio de 1952 en Oporto, donde participaba en un seminario. 

## Obra
Entre sus obras destacan las siguientes:   
- 1923 - Eterna Luta: Tentativa para o Restabelecimento do Poder Temporal do Papa

- 1935 - Martírio: Cenas da Vida Conventual do Sécilo XVIII.[21]

- 1937 - A Arte do Livro.[22]

- 1937 - Manual do Encadernador, Livraria Sá de Costa.[23]

- 1941 - Manual do Decorador de Livros e do Dourador de Livros.[24]

- 1945 - Um livreiro encadernador frances em Portugal
- 1952 - Os Livreiros de Lisboa Quinhentista.[25]

## Premios y reconocimientos
- Recibió la Medalla de Mención n.º 1 por sus servicios como enfermera militar durante el golpe de Estado llevado a cabo por Sidónio Pais en 1917.
- Su nombre aparece en la toponimia de Alcoutim y Faro.[3][26]
- El Ecomuseo Municipal de Seixal conserva su fondo documental, compuesto por 1.500 documentos, en el Fondo María Eduarda Barjona de Freitas.[1][27]